# Хечикови, Мамука Бесикиевич
Мамука Бесикиевич Хечикови (родился 13 февраля 1988 года в Кутаиси) — грузинский регбист, проп (столб) российской команды «Металлург».

## Биография
В России выступал за «Спартак-ГМ», где была большая грузинская диаспора среди игроков и руководства команды. Был капитаном команды. Команду покинул в связи с ее банкротством. В 2013 году принял участие в Матче всех звёзд ПРЛ, занес попытку. Сезон 2014 отыграл за «Красный Яр», в составе которого стал серебряным призёром Чемпионата России по регби. Следующий сезон провел в составе грузинской «Айя» (Кутаиси). В сезоне 2016 года вернулся в Россию, подписал соглашение с «Кубанью». Карьера Мамуки в новом клубе началась с неприятной истории: клубу засчитали техническое поражение в матче с «ВВА-Подмосковье» 0:30, из-за того, что он вышел на поле, не будучи заявленным за новый клуб. В начале 2016 года подал документы на получение российского гражданства. В 2016 году выступал на правах аренды за «Енисей-СТМ» в матчах Европейского кубка вызова.